# سیمون بومن
سیمون بومن (انگلیسی: Simon Bowman؛ زادهٔ ۱۶ فوریهٔ ۱۹۶۱) بازیگر، و خواننده اهل بریتانیا است.